# Брусєнцов Микола Петрович
Брусєнцов Микола Петрович (* 7 лютого 1925 року в Кам'янську, нині Дніпродзержинськ, Дніпропетровська область — 4 грудня 2014, Москва) — конструктор першого у світі трійчастого комп'ютера (СРСР). Лауреат премії Ради міністрів СРСР, нагороджений великою золотою медаллю ВДНГ СРСР, орденом «Знак Пошани».

## Біографія
У лютому 1943 року був призваний до армії, де його послали на курси радистів у Свердловську. Через півроку направлений в 154-ту стрілецьку дивізію радистом у відділення розвідки 2-го дивізіону 571-го артилерійського полку. В одному з боїв снаряд, що розірвався поруч, убив двох його товаришів і офіцера, сам Брусенцов не постраждав. За бойові заслуги нагороджений медаллю «За відвагу» і Орденом Червоної Зірки.
Навчався в Московському енергетичному інституті. Працює в Московському університеті (лабораторія з розробки ЕОМ). Запропонував проект ЕОМ, конструкція якої заснована на трійчастій системі обчислення.
1958 року запрацював перший зразок ЕОМ «Сетунь». Машина використовувалась насамперед у науково-дослідних закладах.
Опублікував понад 100 наукових праць, зокрема, «Мала цифрова обчислювальна машина „Сетунь“», «Міні-комп'ютери», «Мікрокомп'ютери».